# 商業識別系統
商業識別系統為使認識特定企業之物件，似於企業身分證明書。為使明確表現出企業形象（image），對企業建築物、運輸機關、廣告或其他信簽、信封等之應用。
一般多利用象徵符號（symbol market）、標準字體（logotype）、企業色彩（corporate color）、企業聲音（corporate voice）、Corporate Identity（CI）企業識別、Behavior Identity（BI） 行為識別、Visual Identity（VI） 視覺識別、Mind Identity（MI）理念識別。